# Марушич, Зоран
Зоран Марушич (серб. Зоран Марушић; род. 29 ноября 1993, Кралево) — сербский футболист, выступающий на всех позициях в поле. Игрок клуба «Нефтчи» (Фергана).

## Биография
Начинал заниматься футболом в школе «Бамби» в родном городе, затем перешёл в школу местного клуба «Слога». Первые матчи на взрослом уровне за «Слогу» сыграл в сезоне 2010/11 в турнире западной зоны третьего дивизиона Сербии, где его команда одержала победу. С сезона 2012/13 стал игроком стартового состава команды. Поначалу выступал на позиции опорного или центрального полузащитника, позднее был переведён в центр защиты. В сентябре 2013 года из-за травм нападающих был переведён в атаку и забил 5 голов в двух матчах первой лиги, а всего в осенней части сезона 2013/14 забил 7 голов, однако в дальнейшем отличиться не смог.
В 2014 году «Слога», испытывая финансовые трудности, разрешила всем игрокам покинуть клуб, и Марушич на правах аренды перешёл в игравший в высшем дивизионе «Вождовац». Дебютный матч за клуб сыграл в третьем туре сезона 2014/15, 23 августа 2014 года против белградского «Рада» (1:6), выйдя на замену в перерыве. В следующем матче отыграл все 90 минут, однако после этого больше не появлялся на поле до зимнего перерыва, когда покинул клуб.
В начале 2015 года вернулся в «Слогу», однако играл нечасто из-за травм. Вместе со своим клубом вылетел из второго дивизиона в третий.
В начале 2016 года перешёл в клуб чемпионата Боснии «Славия» (Сараево), а летом присоединился к новичку боснийской лиги «Крупа», однако, как правило, выходил на замены. В 2017 году вернулся в Сербию и играл за клубы первой лиги «Борча», «Темнич» и «Слобода» (Ужице), все эти клубы занимали места в зоне вылета в тех сезонах, когда за них играл Марушич.
В 2019 году перешёл в клуб чемпионата Белоруссии «Дняпро». Забил 4 гола в регулярном сезоне и один гол в переходных матчах в ворота брестского «Руха», но его команда уступила в серии пенальти и после вылета из высшей лиги была расформирована. В 2020 году играл за другой белорусский клуб — «Неман» (Гродно), вошёл в десятку лучших бомбардиров чемпионата с 10 голами, а в одном из матчей — против мозырской «Славии» (3:1) отличился хет-триком.
В 2021 году перешёл в тбилисское «Динамо», подписав двухлетний контракт. Обладатель Суперкубка Грузии 2021 года, лучший бомбардир (16 голов) и серебряный призёр чемпионата Грузии 2021 года. В 2022 году перешёл в узбекский «Навбахор».